# Pont de Birchenough
Le pont de Birchenough sur la rivière Sabi fait partie de la route qui relie Mutare et Masvingo. Il est situé dans la province de Manicaland au Zimbabwe. Le pont est situé à 62 km de Chipinge. Birchenough Bridge désigne à la fois l'ouvrage et le village voisin.

## Description
L'ouvrage a été réalisé par la Beit Trust, dirigée à cette époque par Sir Henry Birchenough. Le pont, long de 329 m, a été achevé en 1935 et fut alors le plus long pont en arc à tablier suspendu.
Sir Ralph Freeman, maître d'œuvre, a également été responsable du Harbour Bridge de Sydney, d'où la ressemblance entre les deux ouvrages.
En 1970, la circulation a été limitée aux véhicules de moins de quarante tonnes. Le pont a été élargi et renforcé en 1984.
Le pont est considéré par les habitants du Zimbabwe comme un des monuments nationaux remarquables pour son architecture et apparaît sur les pièces de vingt cents ainsi que sur plusieurs timbres-poste anciens.

## Sources
- (en) Cet article est partiellement ou en totalité issu de l’article de Wikipédia en anglais intitulé « Birchenough Bridge » (voir la liste des auteurs).